# Vardenis (gebergte)
De Vardenis (Armeens: Վարդենիս) is een bergketen in de provincie Gegharkoenik in Armenië. De keten is 81 kilometer lang en bevindt zich ten zuidoosten van het Sevanmeer. In het noorden grenst de keten aan het Sevangebergte. De hoogste piek, eveneens Vardenis genaamd, heeft een hoogte van 3522 meter. Daarmee is het de op drie na hoogste berg in Armenië. De stad Vardenis bevindt zich aan de westelijke voet van het gebergte. Gora Soganly is de meest dichtbijgelegen berg, op 6,4 kilometer afstand.